# 糖尿病性腎症
糖尿病性腎症（とうにょうびょうせいじんしょう）とは、糖尿病によって腎臓の糸球体が細小血管障害のため硬化して数を減じていく病気（ICD-10:E10.2、E11.2、等）である。

## 概要
糖尿病で血糖の高い状態が10年以上も続くと、全身の動脈硬化が進行し始め、腎臓に障害が及ぶと蛋白尿、ネフローゼ症候群等を経て慢性腎不全に至る。
グルコースはそのアルデヒド基の反応性の高さからタンパク質を修飾する作用（糖化反応、メイラード反応参照）があり、グルコースによる修飾は主に細胞外のタンパク質に対して生じる。細胞内に入ったグルコースはすぐに解糖系により代謝されてしまう。インスリンによる血糖の制御ができず生体が高濃度のグルコースにさらされるとタンパク質修飾のために糖毒性が生じ、これが長く続くと糖尿病合併症とされる微小血管障害によって生じる糖尿病性腎症を発症する。糖尿病性神経障害、糖尿病性網膜症の発症も同様の機構である。

## 統計
日本
末期腎不全で透析導入される患者の原因のトップは糖尿病で43%ある。糖尿病そのものよりも糖尿病患者の高血圧のほうによく相関する。

## 症状
第1期（腎症前期）
症状はない。医学的な異常所見も見あたらない。糖尿病を発症した時点で第1期と解釈することができる。
第2期（早期腎症）
第1期から5〜15年で発症する。自覚症状はない。
第3期（非代償性腎不全）
第3期A
尿検査用試験紙で尿蛋白が陽性となる。自覚症状は通常ない。
第3期B
続発性ネフローゼ症候群を呈する。低アルブミン血症による浮腫や鬱血性心不全を生じる。
第4期（腎不全期）
浮腫に加え、倦怠感、悪心、精神的不安定、掻痒感などの尿毒症症状が生じはじめる。インスリンは腎臓で一部代謝・排泄されるため、この病期に至ると腎機能低下に伴い、体内にインスリンが蓄積し、血糖コントロールに内服薬やインスリンが不要になることもある。また、一部の血糖降下薬は活性代謝物が溜まり、遷延性の低血糖を起こしやすくなるため注意が必要である。
第5期（透析療法期）
透析療法を行わないと尿毒症症状が容易に生じ死に至る。

## 検査
尿一般検査、尿中微量アルブミン測定
患者にしてみれば、普通の採尿検査である。
腎臓生体針検査（病理検査）
毛細血管基底膜が肥厚し、メサンギウム基質が増加する。第1期から糸球体メサンギウム領域に結節性病変ができ、腫大する。
腎臓超音波検査
糸球体が腫大するため、腎不全になっても腎臓は萎縮せず、腫大する。

## 診断
第1期（腎症前期）
糸球体濾過量 (GFR) が増加する。糸球体濾過量が増加することを濾過過剰 (hyperfiltration) という。
第2期（早期腎症）
第2期は、微量のアルブミンが尿に漏れ出すようになった時期。微量のアルブミンが尿に漏れ出すようになることを、微量アルブミン尿 (microalbuminuria) というが、血糖コントロールによって消失する。濾過過剰を継続している。血尿は発症しない。高血圧が発症し始め、これがさらに腎障害を悪化させ、「腎障害→高血圧→腎障害」という悪循環に陥る。
第3期（顕性腎症）
第3期は持続的蛋白尿が認められるようになった時期。既に不可逆病変である。
第3期A
第3期B
続発性ネフロ—ゼ症候群を呈する。
第4期（腎不全期）
GFRは低下し、血清クレアチニン値も増加する。
第5期（透析療法期）

## 治療
薬物療法
初期の段階では血糖コントロールによって進行を遅らせることができるため、薬物やインスリンによって血糖コントロールするのが重要となる。浮腫に対しては、腎糸球体濾過量を低下させないループ利尿薬を用いる。糸球体肥厚や硬化を防ぐために糸球体内圧を下げるアンギオテンシン変換酵素阻害薬やアンギオテンシンII受容体拮抗薬(ロサルタンが保険適応)の有用性が示されるが、全身の血圧も十分降圧する必要もあり、カルシウム拮抗剤など他の降圧剤も組み合わせて用いる。尿毒を便から排泄させる球形吸着炭（クレメジン）やカリウム排泄剤、酸塩基平衡を補正するための重曹やクエン酸ナトリウム・カリウム合剤を内服し、腎性貧血が進行した場合エリスロポイエチンの注射を行う。
人工透析
腎症が進行すれば腎機能が完全に廃絶し透析に至ることもある。クレアチニンが透析導入を判断する一つの基準となる。
腎移植・膵腎移植
日本では臓器提供が少ないので、移植例数がすくない。膵臓の一部と片腎の提供でも、特に1型糖尿病患者では生活の質が向上するので、生体移植も試みられている。膵臓と腎臓は心臓死移植でも提供可能である。移植後、糸球体病変の可逆的変化が観察されることが報告されている。